# Pseudopoda zhenkangensis
Pseudopoda zhenkangensis là một loài nhện trong họ Sparassidae.
Loài này thuộc chi Pseudopoda. Pseudopoda zhenkangensis được miêu tả năm 2009 bởi Yang et al..